# Düsterer Röhrling
Der Düstere oder Porphyr-Röhrling (Porphyrellus porphyrosporus, Syn.: P. pseudoscaber) ist eine Pilzart aus der Familie der Strubbelkopfverwandten (Strobilomycetaceae). Der grau-braune Pilz ist der einzige europäische Vertreter der Gattung, wird aber von einigen Mykologen auch zu den Gallenröhrlingen gerechnet.

## Merkmale

### Makroskopische Merkmale

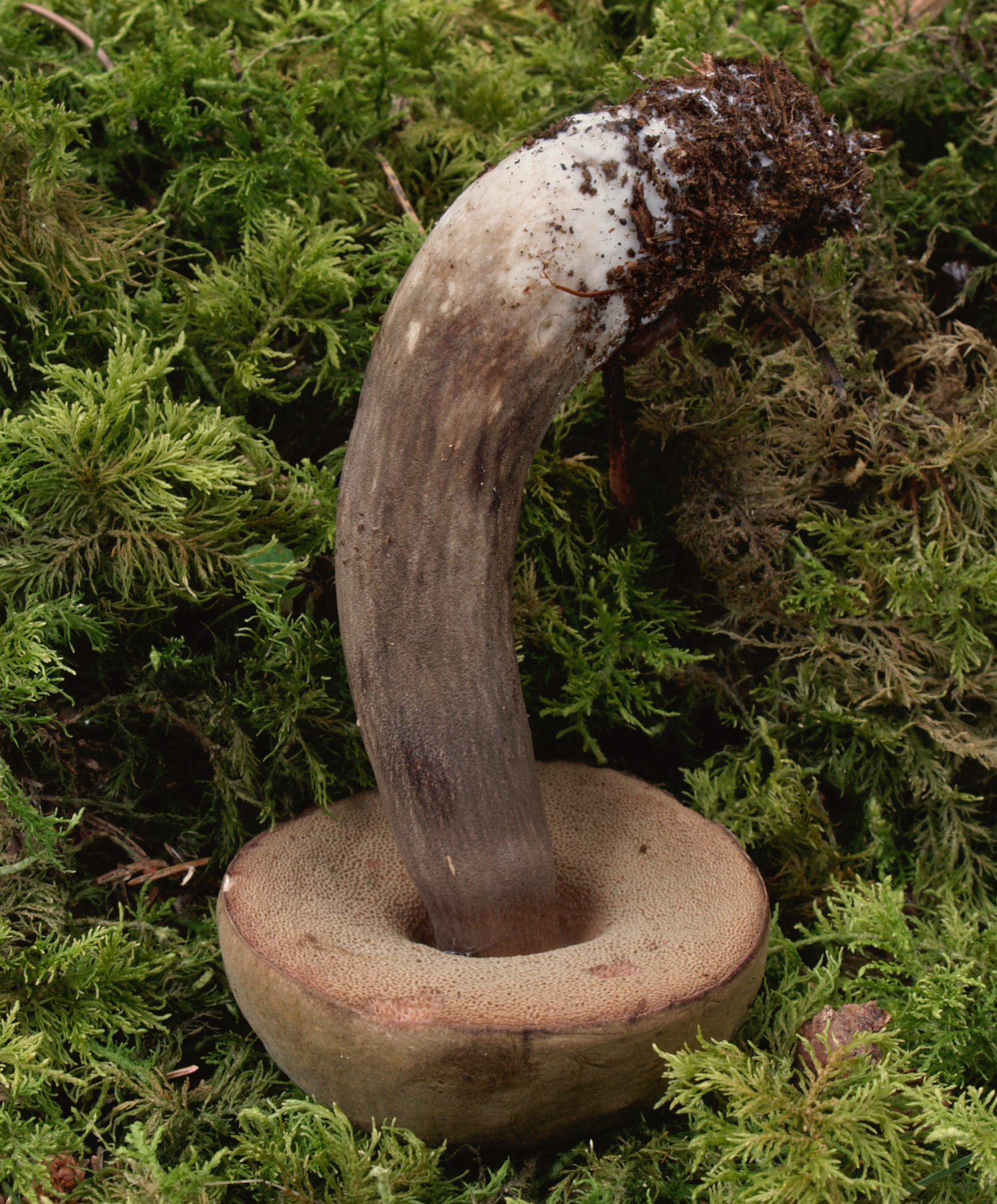
Entnommener, auf dem Hut stehender Fruchtkörper des Düsteren Röhrlings

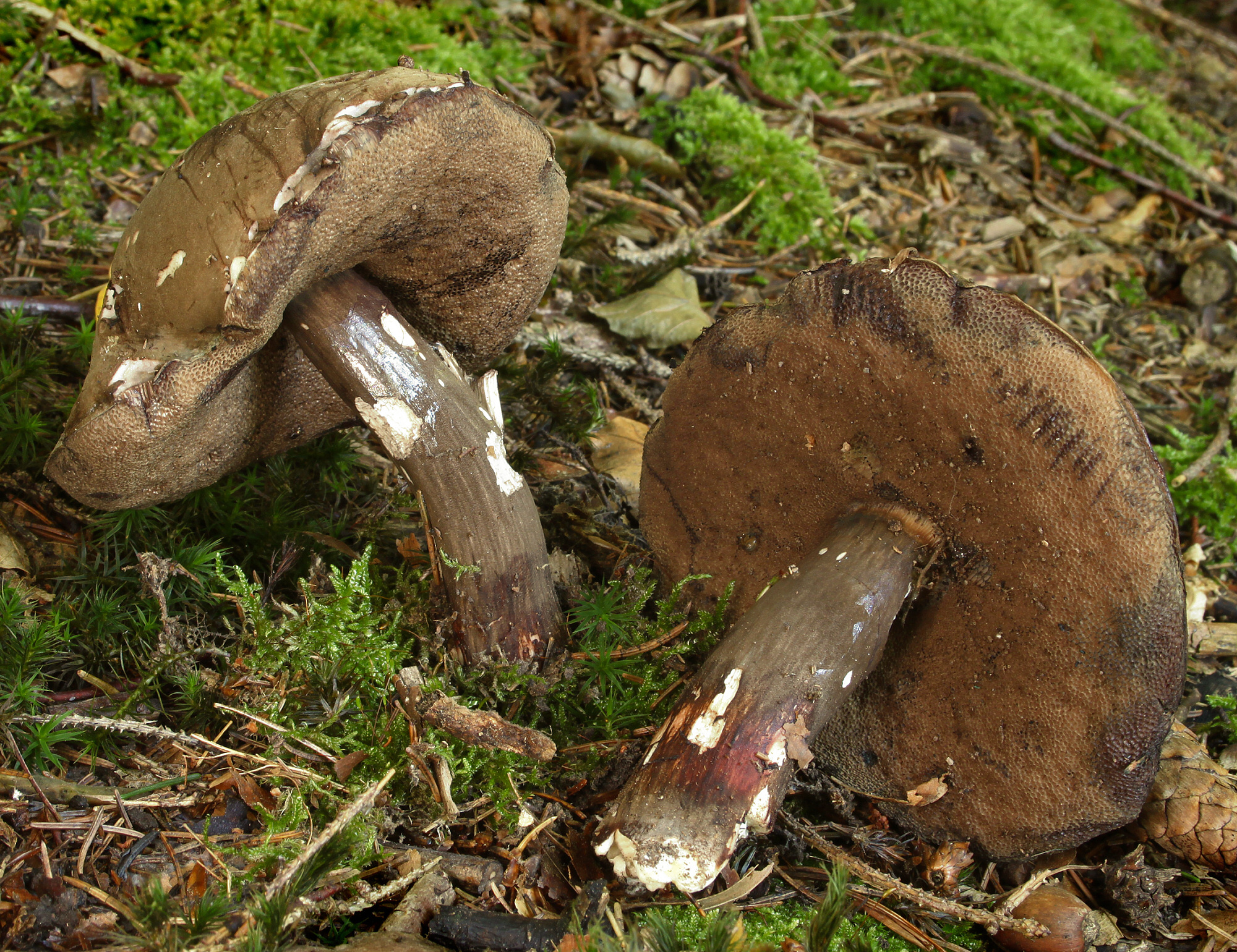
Zwei betagtere und etwas lädierte Exemplare des Düsteren Röhrlings

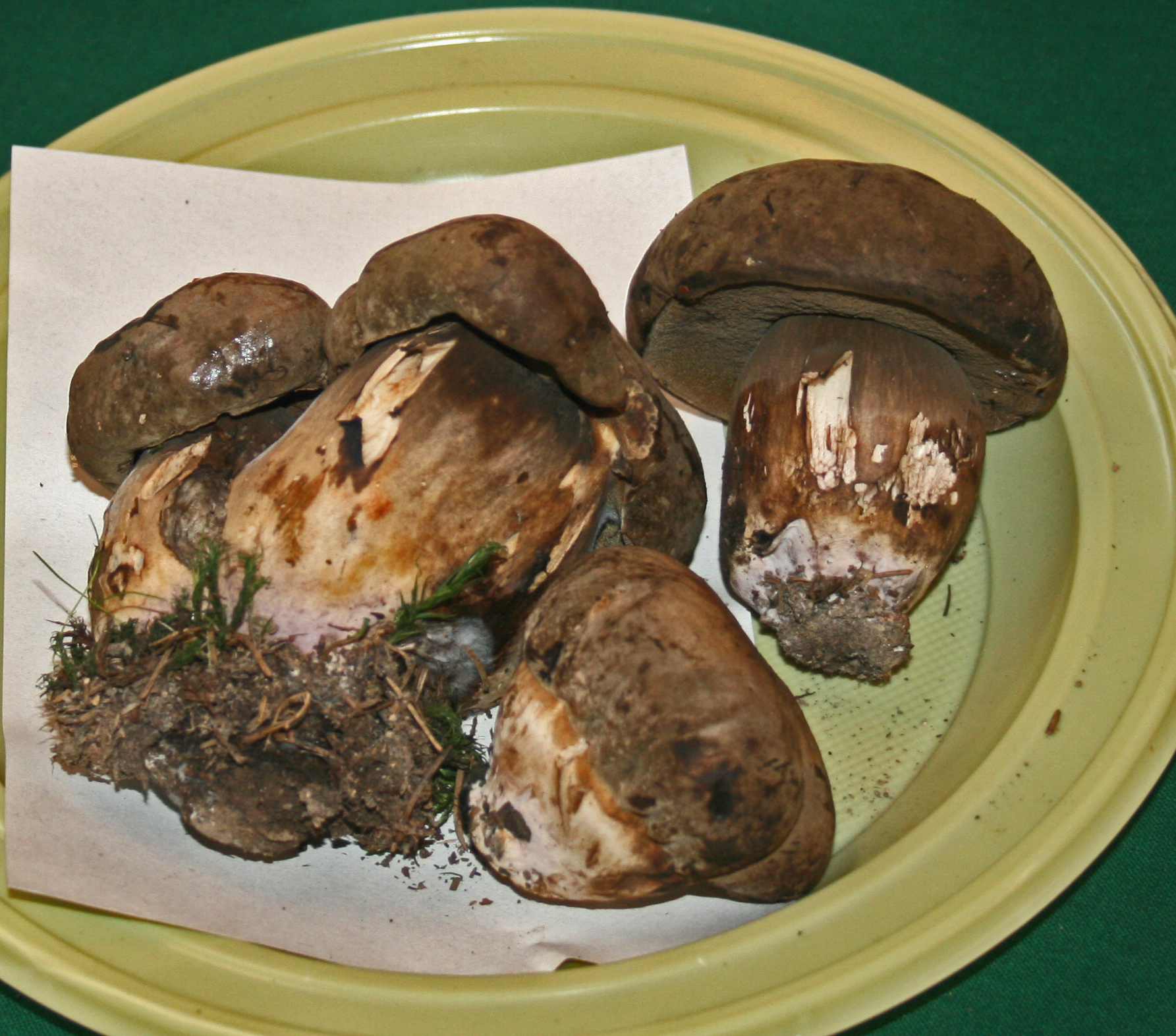
Junge Düstere Röhrlinge

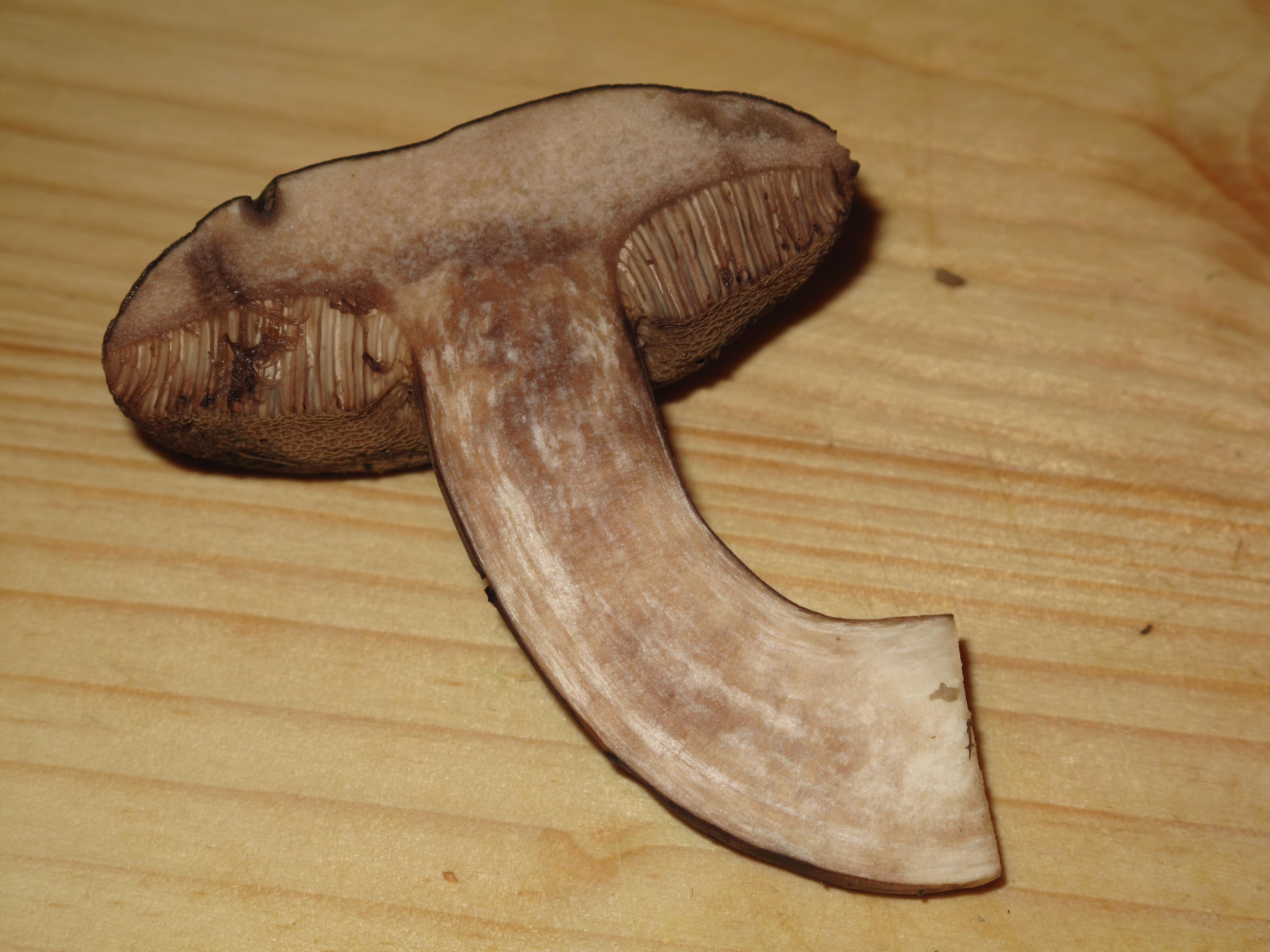
Längsschnitt durch einen Fruchtkörper des Düsteren Röhrlings

Der Hut des Düsteren Röhrlings ist 5–16 cm breit. Er ist zunächst halbkugelig, dann polsterförmig und später flach geformt und fleischig. Der Hutrand ist nach unten gerichtet oder eingebogen. Bei jungen Pilzen ist der Hut hell graubraun, später wird er dunkler und nimmt eine dunkelgraubraune bis olivbraune Färbung an. Die Oberfläche ist feinfilzig und samtig und von matter, trockener Beschaffenheit. Die Röhren sind anfangs graubräunlich und nehmen im Lauf der Zeit einen dunkleren und schmutzigeren Farbton an. Druckstellen verfärben sich dunkler. Ihre Länge beträgt 1–2 cm, sie sind angewachsen oder ausgebuchtet und halbfrei. Die Poren sind graubraun bis schwarzgrau und im Alter weit und eckig.
Der Stiel des Dunklen Röhrlings hat eine Länge von 5–15 cm, eine Dicke von 1,5–4 cm und die Farbe des Hutes. Seine Form reicht von bauchig bis zylindrisch, bisweilen auch keulen- oder walzenförmig. Die Basis ist weißlich und filzig, der Rest samtig; auch hier verfärben sich Druckstellen.
Das Fleisch ist weißlich oder grauweiß und zunächst fest und im Stiel hart, später wird es weicher. Im Schnitt verfärbt es langsam bläulich, rötlich oder grünlich. Fraßstellen sind von weißer Farbe, der Fleischsaft färbt Papier grün. Es riecht säuerlich bis muffig und hat bisweilen einen bitteren, mitunter aber auch milden Geschmack. Es kann zu einem brennenden Nachgeschmack kommen.

### Mikroskopische Merkmale
Der Düstere Röhrling besitzt glatte, spindelförmige Sporen mit einer Größe von 13–20 × 6–8 µm. Der Sporenstaub hat eine dunkel rotbraune Färbung.

## Artabgrenzung
Höchstens mit dem Maronenröhrling (Imleria badia; Syn. Xerocumus badius) besteht auf den ersten Blick die Möglichkeit der Verwechslung. Der Düstere Röhrling hebt sich jedoch durch seine einheitlich dunkelbraune Farbe und seine matte Kappe von diesem ab.

## Ökologie
Der Düstere Röhrling ist ein Mykorrhiza bildender Pilz, der vorwiegend mit Koniferen, seltener mit Laubbäumen vergesellschaftet ist. Seine bevorzugten Partner in Mitteleuropa sind Gemeine Fichte und Weißtanne.
Porphyrellus porphyrosporus kommt vor allem in Mittelgebirgslagen, bevorzugt in Nadel- und Mischwäldern vor. Vor allem in Tannen-Buchen-Beständen, aber auch in Buchenwäldern mit kalkarmem Boden ist der Pilz von Juni bis Oktober zu finden. Das Aufkommen ist in der Regel dünn, stellenweise kann der Düstere Röhrling aber auch zum Massenpilz werden, so beispielsweise in der gemäßigten nördlichen Zone Skandinaviens.

## Verbreitung
Die Art ist in Nordamerika (von Kanada bis Tennessee) sowie in Europa ostwärts bis Asien verbreitet, besonders im Kaukasus ist sie häufig.

## Systematik

### Äußere Systematik
Porphyrellus porphyrosporus ist die einzige Art der Gattung in Europa. Seine Erstbeschreibung erfolgte 1835 unter der Bezeichnung Boletus porphyrosporus durch Elias Magnus Fries.

### Innere Systematik
Für den Düsteren Röhrling wurden folgende Unterarten beschrieben:
- Porphyrellus pseudoscaber subsp. cyaneocinctus
- Porphyrellus pseudoscaber subsp. pseudoscaber
- Porphyrellus pseudoscaber subsp. typicus

## Bedeutung
Als Speisepilz ist der Düstere Röhrling aufgrund seines manchmal bitter-scharfen Geschmacks nur bedingt genießbar. Es bietet sich jedoch die Möglichkeit, ihn in einem gewissen Rahmen als Mischpilz in Pilzgerichten zu verwenden.